# Welymtsche
Welymtsche (ukrainisch Велимче; russisch Велимче Welimtsche, polnisch Wielimcze) ist ein Dorf im Norden der ukrainischen Oblast Wolyn mit etwa 2800 Einwohnern (2024).

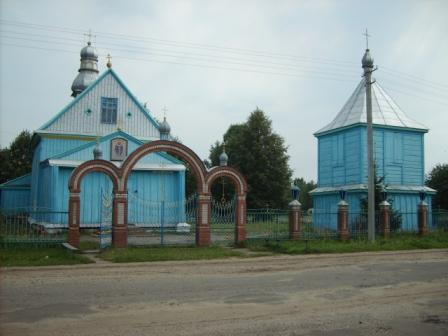
Die Welymtschenska-Pokrowska-Kirche von 1661

Das 1500 erstmals erwähnte Dorf lag früher am historischen Weg von Kowel nach Brest.
Die Ortschaft liegt am Winok-See (Вінок, озеро), 25 km südöstlich vom ehemaligen Rajonzentrum Ratne und 115 km nördlich vom Oblastzentrum Luzk. Im Dorf befindet sich die 1661 errichtete Welymtschenska-Pokrowska-Kirche (Велимченська Покровська Церква).

## Verwaltungsgliederung
Am 30. Januar 2017 wurde das Dorf zum Zentrum der neugegründeten Landgemeinde Welymtsche (ukrainisch Велимченська сільська громада/Welymtschenska silska hromada). Zu dieser zählten auch noch die 3 in der untenstehenden Tabelle aufgelisteten Dörfer, bis dahin bildete das Dorf zusammen mit dem Dorf Doschne die gleichnamige Landratsgemeinde Welymtsche (Велимченська сільська рада/Welymtschenska silska rada) im Süden des Rajons Ratne.
Am 17. Juli 2020 wurde der Ort Teil des Rajons Kowel.
Folgende Orte sind neben dem Hauptort Welymtsche Teil der Gemeinde:
| Name                     | Name       | Name              | Name     | Name |
| ukrainisch transkribiert | ukrainisch | russisch          | polnisch |      |
| ------------------------ | ---------- | ----------------- | -------- | ---- |
| Datyn                    | Датинь     | Датынь            | Datyń    |      |
| Doschne                  | Дошне      | Дошно (Doschno)   | Doszno   |      |
| Sapillja                 | Запілля    | Заполье (Sapolje) | -        |      |